# Élection présidentielle trinidadienne de 2018
L'élection présidentielle trinidadienne de 2018 a lieu au suffrage indirect le 19 janvier 2018 afin d'élire le Président de Trinité-et-Tobago.
Bien qu'éligible à sa réélection, le président sortant, Anthony Carmona, ne se représente pas, le  Congrès national uni à l'origine de son élection en 2013 ayant perdu le pouvoir. Fruit d'une candidature de consensus, Paula-Mae Weekes lui succède à la présidence du pays sur proposition du Mouvement national du peuple, en l'absence d'autres candidats. Elle devient la première femme à être élue présidente dans le pays.

## Contexte
La Constitution de 1976 attribue au président un rôle largement cérémoniel. Il nomme le Premier ministre, généralement le chef du parti ayant le plus grand groupe parlementaire, qui dispose du pouvoir effectif. Le président nomme aussi les sénateurs sur proposition du Premier ministre et du chef de l'opposition.
Anthony Carmona est élu président sans opposition lors de l'élection présidentielle organisée en février 2013. Juge à la Cour pénale internationale, sa candidature est portée par le Congrès national uni (UNC), au pouvoir depuis 2010.
Les élections législatives de septembre 2015 conduisent cependant à une alternance avec la victoire du Mouvement national du peuple (PNM) mené par Keith Rowley. Le PNM décroche 23 des 41 sièges à la Chambre des représentants, conduisant Keith Rowley à assumer la fonction de Premier ministre, ce qui permet à son tour au PNM d'obtenir au moins 16 des 31 sièges du Sénat.

## Mode de scrutin
Le président de Trinité-et-Tobago est élu pour cinq ans au suffrage indirect et secret par un collège électoral composé des membres du Parlement. Ce dernier est formé en 2018 des 41 membres de la Chambre des représentants et des 31 membres du Sénat, pour un total de 72 grands électeurs.
Est élu le candidat qui recueille la majorité relative du total des voix du collège. En cas d'égalité des voix entre deux candidats, le vote est départagé par celle du président de la Chambre des représentants. Si un seul candidat est en lice, ce qui arrive le plus souvent dans le cadre de scrutins de consensus, le candidat est considéré élu sans qu'un vote n'ait formellement lieu. La réunion du collège électoral intervient sur convocation du président de la Chambre, et est soumise à un quorum de participation : le scrutin n'est valide que si le président de la Chambre ainsi qu'au moins douze représentants et dix sénateurs sont présents. L'élection a lieu entre le trentième jour précédant la fin du mandat du président sortant et le soixantième jour suivant cette fin de mandat. Dans le cas d'une vacance en cours de mandat, le scrutin a lieu dans les quatre vingt dix jours suivant la date de la vacance. L'intérim est assuré par le président du Sénat ou, à défaut, celui de la Chambre des représentants. Le président élu à cette occasion ne l'est cependant que pour la durée restante du mandat de son prédécesseur.
Sont candidats les individus ayant déposés les signatures de nomination d'au moins douze membres de la Chambre des représentants, au moins sept jours avant le scrutin.
La Constitution dispose que le président de la République doit posséder la citoyenneté trinidadienne, être âgé d'au moins trente-cinq ans, et résider sur le territoire national depuis au moins dix ans au moment de sa nomination. Les motifs de disqualification aux élections législatives s'appliquent également aux candidats à la présidence. Si un président possède un mandat de représentant ou de sénateur au moment de son élection, ce dernier devient automatiquement vacant.

## Déroulement

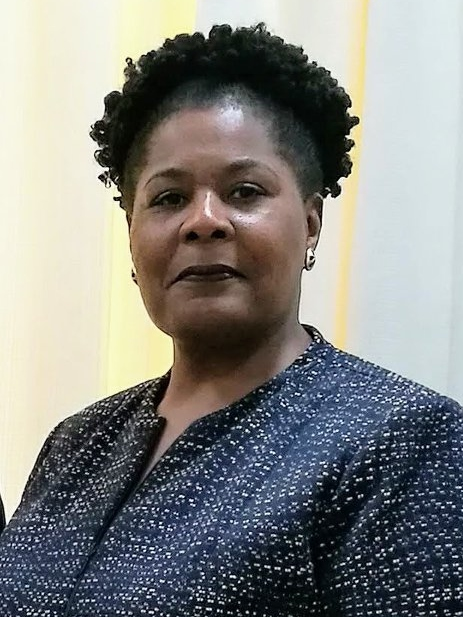
Paula-Mae Weekes

Le 5 janvier 2018, le gouvernement de Keith Rowley avance la candidature de la juge de la Cour d'appel des Îles Turques-et-Caïques, Paula-Mae Weekes, dans l'objectif de parvenir à un consensus avec la cheffe de l'opposition, Kamla Persad-Bissessar. Cette dernière l'accepte, et Paula-Mae Weekes est élue sans opposition le 19 janvier suivant. Sa prise de fonction intervient le 19 mars 2018, et fait d'elle la première femme à être élue à la présidence du pays,.